# Поверх нафтоносності
Поверх нафтоносності (рос. этаж нефтеносности, англ. oil-bearing layer, petroliferous level, petroliferous layer; нім. erdölführendes Stockwerk n, ölführendes Stockwerk n) — у геології, нафтовидобуванні — відстань по вертикалі від найвищої точки нафтового покладу до ВНК; у разі багатопокладового (багатопластового) родовища — відстань від покрівлі верхнього покладу до підошви нижнього.

## Дивись також
- поверх газоносності